# مدرسة الرسم الهيبتاني

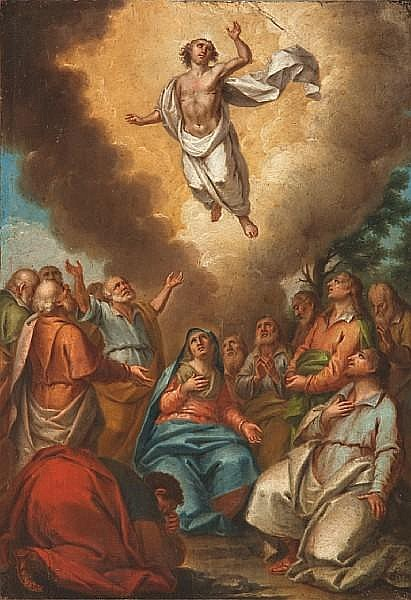

خلفت مدرسة الرسم الهيبتاني، المدرسة الكريتية باعتبارها مدرسة رائدة في الرسم ما بعد البيزنطي اليوناني، وذلك بعد سقوط كريت أمام العثمانيين في عام 1669. دمجت مدرسة الرسم الهيبتاني كما المدرسة الكريتية، التقاليد البيزنطية مع التأثير الفني المتزايد لأوروبا الغربية، وشهدت أيضًا أول تصوير مهم للمواضيع العلمانية. تأسست المدرسة في الجزر الأيونية التي لم تكن جزءًا من اليونان العثمانية، منذ منتصف القرن السابع عشر حتى منتصف القرن التاسع عشر.

## لمحة تاريخية
خضعت الجزر الأيونية أو الهيبتانية للاحتلال الفينيسي والفرنسي والإنجليزي منذ القرن السابع عشر وحتى القرن التاسع عشر. أسفرت الحرية النسبية التي تمتع بها شعب الجزر الهيبتانية مقارنةً بأولئك الذين سكنوا البر الرئيسي من اليونان الواقع تحت سيطرة العثمانيين والمناطق المجاورة، إلى جانب علاقاتهم الثقافية مع إيطاليا المجاورة، عن إنشاء أول حركة فنية حديثة في اليونان. شكلت هجرة الفنانين الذين هربوا من الحكم العثماني من بقية العالم اليوناني وخاصة جزيرة كريت إلى الجزر الهيبتانية، سببًا آخر لازدهار الفنون على المستوى الإقليمي. كانت جزيرة كريت التي حكمتها البندقية أيضًا المركز الثقافي الرئيسي لليونان، منذ سقوط القسطنطينية في منتصف القرن الخامس عشر وحتى غزو العثمانيين في القرن السابع عشر، مما أدى إلى نشوء المدرسة الكريتية. يعد كل من مايكل داماسكينوس وسبيريدون فينتوراس وديميتريوس موسكوس وجورج موسكوس ومانيوس تسانيس وكونستانتينوس وستيفانوس تسانجارولاس، الممثلين الرئيسيين عن الاندماج بين المدرستين الهيبتانية والكريتية.

## الأساليب الفنية
تحول الفن في الجزر الهيبتانية نحو الأساليب الغربية بحلول القرن السابع عشر مع بدء التخلي التدريجي عن الأعراف والتقنيات البيزنطية الصارمة، وتأثر الفنانون بشكل متزايد بالرسامين الذين اتبعوا الرسم الفلمنكي الباروكي بدلًا من اتباع تراثهم البيزنطي. بدأت اللوحات تكتسب منظرًا ثلاثي الأبعاد واتسمت التراكيب بالمرونة واستخدام الواقعية الغربية بعيدًا عن الصور التقليدية التي تجسد الروحانية البيزنطية. انعكست هذه التغييرات أيضًا على تقنية الرسم الزيتي على القماش التي حلت محل تقنية تمبرا البيض البيزنطية على اللوحة. شملت الموضوعات صورًا علمانية للبرجوازية التي أصبحت أكثر شيوعًا من المشاهد الدينية. امتلك البورتريه البرجوازي طابعًا رمزيًا يؤكد على الطبقة والمهنة ووضع الفرد في المجتمع. مع ذلك فقد شكلت هذه الأعمال في كثير من الأحيان دراسات نفسية مخترقة. تعكس مرحلة النضج لمدرسة الجزر الأيونية التطورات الاجتماعية وكذلك التغيرات التي حصلت للفنون البصرية. بدأ البورتريه يفقد شخصيته الرمزية، وتحولت الوضعيات القديمة الجامدة إلى وضعيات أكثر استرخاء (كاليفوكاس، إيتراس، أفليخوس). تشمل الموضوعات الأخرى من مدرسة الجزر الأيونية مشاهد النوع والمناظر الطبيعية والطبيعة الصامتة.

## الفنانون الممثلون للمدرسة
يمكن مشاهدة الأمثلة الأولى للفن الغربي المؤثر على أسطح الكنائس التي كانت تُعرف باسم أورانيا أو صوفيتا. كان باناجيوتيس دوكساراس من مانيا (1662- 1729) الرائد في هذا التغيير، وقد تعلم الأيكونغرافيا البيزنطية من ليو موسكوس الكريتية. سافر دوكساراس إلى البندقية في وقت لاحق لدراسة الرسم، وتخلى عن الأيقونات البيزنطية ليكرس نفسه للفن الغربي. رسم دوكساراس سطح كنيسة القديس اسبيريدون في كورفو بعد أن اعتمد أعمال باولو فرونزة بصفتها مرشدًا له. كتب في عام 1726 النص النظري الشهير والمثير للجدل عن الرسم، وتناول فيه حاجة الفن اليوناني للخروج عن الفن البيزنطي والاتجاه نحو الفن الأوروبي. يُعد مقاله موضوعًا للكثير من النقاش حتى اليوم في اليونان.
واصل نيكولاوس دوكساراس (1700/1706- 1775) ابن باناجيوتيس دوكساراس الإرث الفني لوالده، إذ رسم بين عامي 1753 و1754 سطح سانت فانيروميني في زات الذي دمره زلزال عام 1953، وحُفظ جزء منه فقط يُعرض اليوم في متحف زانت. من الفنانين المعاصرين لدوكساراس رسام من زاكينثوس يُدعى إيرونيموس ستراتيس بلاكوتوس ومن كورفو ستيفانوس بازيجيتيس.
استمر قساوسة زانت ورساموها مثل نيكولاس كوتوزيس (1741- 1813) وتلميذه نيكولاس كانتونس (1767- 1834) في الرسم وفقًا لمعايير أوروبا الغربية، وعُرفوا بشكل خاص من خلال البورتريه الواقعي الذي يؤكد على الخلفية العاطفية للموضوع. قد يكون كل من ديونيسيوس كاليفوكاس (1806- 1887) وديونيسيوس تسوكوس (1820- 1862) آخر رسامين من المدرسة الهيبتانية.

## الفنانون الهيبتانيون اللاحقون
يعد النحات والرسام بافلوس بروسالينتيس أول نحات كلاسيكي حداثي من اليونان المعاصرة. أنتج أيوانيس كالوسجوروس وهو نحات ومعماري ورسام، تمثالًا نصفيًا من الرخام للكونتيسة هيلين موسينيجو وبورتريه لنيكولاس مانتزاروس وبورتريه آخر لأيوانيس رومانوس. يُعد أيوانيس كرونيس أحد الممثلين للاتجاه المعماري الكلاسيكي الحديث السائد، ويُعتبر قصر كابوديستريا والبنك الأيوني والبرلمان الأيوني السابق وكنائس القديسة صوفيا وجميع القديسين وكنيسة ماندراكينا الصغيرة، من أهم الأعمال التي قدمها. 
وُلد ديونيسيوس فيغياس في كيفالونيا في عام 1819، ويُعتبر من أوائل الذين مارسوا فن النقش في اليونان. أسس تشارالامبوس باخيس في عام 1870 مدرسة خاصة للفن في كورفو، ويُعتبر رسام المناظر الطبيعية الأكثر أهمية في المدرسة الهيبتانية جنبًا إلى جنب مع أنجيلوس جياليناس الذي تخصص في الألوان المائية. اقتصر عمل جورجيوس سامارتيس وهو من الرسامين المعروفين أيضًا على البورتريه، بينما اشتهر سبيريدون سكاريليس بأعماله التي رسمها بالألوان المائية. تميز ماركوس زافيتيانوس برسم لوحات البورتريه ويعتبر أحد الأسس البارزة للفن التصويري في اليونان.

## نهاية فترة المدرسة الهيبتانية
نأى الكثير من الرسامين الهيبتانيين بأنفسهم عن مبادئ المدرسة الهيبتانية، من بينهم زيدياس تيبالدوس (1826/1828- 1909) وسبيريدون بروسالينتيس (1830- 1895) وشارالامبوس باشيس (1844- 1891)، وتأثروا بدلًا عن ذلك بالحركات الفنية الأوروبية الغربية. أدى تحرير اليونان إلى نقل مركز الثقافة اليوناني من الجزر الهيبتانية إلى أثينا، وشكل ذلك أهمية كبيرة وخاصة لتأسيس بوليتكنيك أثينا في عام 1837 التي سبقت مدرسة أثينا للفنون الجميلة. استُدعي العديد من الفنانين للتدريس في المدرسة الجديدة مثل الإيطالي رافايلو شيكولي والفرنسي بونيروت والألماني لودفيج تيرش وستيفانوس وفيكينتيوس لانتاساس اليونانيين. كان ثيودوروس فرايزاكس من أوائل طلاب هذه المدرسة.